# 東京電力初の原子炉に沸騰水型が採用された経緯
東京電力初の原子炉に沸騰水型が採用された経緯（とうきょうでんりょくはつのげんしろにふっとうすいがたがさいようされたけいい）では東京電力が原子力発電に関心を示し、最初に建設を決めた原子炉である福島第一原子力発電所1号機に沸騰水型原子炉を採用したいきさつについて説明する。

## 東京電力の社内調査着手
当時東京電力副社長で立地選定の途中で不祥事の責任を取って一旦降格し、その後社長に昇格することになる木川田一隆は元々原子力に対して否定的なスタンスの持ち主だった。アイゼンハワーの平和のための原子力演説が行われた翌年の1954年、日本でも原子力予算の大幅な増額が国会で可決されたが、この頃木川田は東京電力企画課長の着任したばかりの成田浩に向けて「原爆の悲惨な洗礼を受けている日本人が、あんな悪魔のような代物を受け入れてはならない」と語っていたという。
しかし、その翌年読売新聞社社主にして衆議院議員であった正力松太郎を中心とした導入推進運動が活発化し、その主導権を巡って日本発送電を分割民営化した9電力会社と電力を所管する通商産業省（及びその意向を汲む電源開発）との間で熾烈な争いが始まった。この件については両者の出資で原子力発電所導入のパイロット機関として日本原子力発電を設立し、イギリスからコールダーホール型を導入することで決着がついたが、その間の1955年11月1日、東京電力は社長室に原子力発電課を新設、木川田の内心がどのような経緯で変化したのかについては誰も分からなかったものの、以降は原子力発電を肯定する立場にシフトした。
当時、東電常務だった白澤富一郎によれば、木川田は田中直治郎を中心とした特別プロジェクトを編成し、社として調査を実施していた。

## 原子力発電課の始動
この頃、1955年8月にジュネーヴで「第一回ジュネーブ会議」が開催され、当時の原子力先進各国が膨大な研究成果を披露した。この会議では、BWRの原型となるアルゴンヌ国立研究所のEBWRの他、PWRやGCRも紹介されたが、それにも増して重要だったのは、各種の炉物理、核設計のデータが公開されたことだった。上述のように、当時若手技術者3名で他社より若干遅れてスタートした東電社長室原子力発電課にもこの会議などで入手・翻訳した資料が山のように積まれ、その精読が始まっていたという。1955年年末になると電気事業連合会は原子力発電連絡会議を設け、東京電力もこの集まりを通じて各社と調査・研究の連絡体制を取った。
3人の若手技術社員は各々で研究分野の分担を決め、政策、経済性、安全性、設計、計画、放射線遮蔽、計装制御、廃棄物などに区分して研究を進めた。初期には下記の3冊
- 『原子核工学』（マーレイ,Raymond L.Murray）
- 『原子力ハンドブック』（グラストン,Samuel Glasstone）
- 『原子炉の理論』（グラストン、エドランド,Samuel Glasstone,M.C.Edlund）

を原著や独自訳を使用しながら輪読したという。社報には1954年4月に初めて原子力発電の話題が掲載され、1956年1月より「原子力発電ABC」の連載が始まり、社員一般への啓蒙も始められた。
上記のように一部の機密開示で東京電力を含む日本の原子力発電への知見は高まった。なお、原子力発電課が発足して間もない頃、当時の社長高井亮太郎は欧米の原子力発電開発を視察したが、その結論は安全性や技術的に紆余曲折が予想されるので慎重に事を進めなければならないといったもので、「カゴに乗って走る」と喩えたという。しかし、正力松太郎等が英国炉の日本導入に躍起となったことで、日本国内には第一次原子力ブームが訪れ、先のような慎重さとは正反対の態度であったという。また1957年5月15日の日米合同原子力産業会議総会の挨拶にて、高井亮太郎は、「現在の見通しのもとにすすめると」1965年までに東京電力として千数百名の技術要員が必要であり、その教育のために、米英に機密事項の解除を要請している。

## 原子力発電ABC
その原子力発電ABCは後に付録や巻頭言を追加され、初の社報別冊として刊行された。同書より、当時の東京電力が各発電方式、炉型に下していた評価と見通しを知ることが出来る。

### 経済性評価
1957年5月15日の日米合同原子力産業会議総会の挨拶にて、社長の高井亮太郎は、下記の点を指摘し、
- わが国に導入するには金利高が大きく、発電原価に響く
- 技術進歩が急速で、早急に陳腐化の恐れがある

結論として「現状においては採算が取れません」とし、電力各社での協力体制、長期低利融資、原子燃料貸与料の減免、税法上の特別措置などを求めている。
上記の高井の講演は『東電社報』1957年6月号に掲載されたものだが、これに先立つ1957年3月号には木川田がNHKの番組で述べた言が掲載されている。ここで木川田は将来性について要約下記のような主張を行っている。
- （従来発電の主力であった）水力は今後不利な地点を開発せざるを得ず、当時の包蔵水力2500万kWの8〜9割を利用し尽くす年が近い
- 石炭火力は炭価が上昇傾向にあり、1965年には1700万トンの需要量となって限界に到達する
- 原子力は技術進歩、資材の値下がり、量産効果によりコスト低減のきざしがある

### 炉型への評価
原子力発電ABCではPWRの登場は1956年8月号で、その欠点を次のように指摘している。
- 高圧をかけて泡が生じないようにしているので原子炉容器は耐圧、腐食性に優れていなければならず、技術的に相当の困難がある[13]
- 蒸気圧力が容器の製造技術に制約されるため、（連載時点では）熱効率が低くなりやすい[13]
- シッピングポート発電所はPWRとして最初に開発されたサイトであるため、安全性を考慮し大幅に余裕を取っている結果、建設費が割高であり、実績を元に研究が進展すればコストは安価となると思われる[14]
- 同連載に付録を付けて出版した際にはヤンキーロー原子力発電所（en）についても評価し、シッピングポートに比較して安価になっていることは認めつつ「まだとても火力と対抗できる段階に至っていない。したがって現段階では商業的採算に乗った発電とはいい難く、実用規模の試験用発電所と見るべきであろう」と評した[15]。
- PWRの将来性については「沸騰水型等に比べて、技術が確立された観があり、技術的に現段階を乗り越えるには非常な困難が伴うものと推測される」としている[16]。

翌1956年9月にはBWRを紹介し下記のように指摘しドレスデン1号機を挙げた上で「大容量発電所用としては望ましい性質」「商業用原子力発電所として極めて有望なものの1つではあるが、今後いっそうの研究が期待される」とした。
- 運転操作が簡単[18]
- 炉の圧力がタービンと同レベルなので圧力容器を頑丈にしなくてもよい[18]
- 簡単なのに開発が遅延したのは自己制御性を持つような炉内構造（特に燃料と減速材である水の比）の設計をEBWRの開発等を通じて確認するのに時間がかかったため[19]
- デメリットとしては発電機に負荷がかかるとボイド効果のため炉の出力が小さくなる[20]
- タービンに炉水を導くためタービンやその他の機械に害を与えないかという心配があるが、「これについてはそれほど重要な問題ではないということが現在わかっている」と述べ、タービン建屋の放射能遮蔽設計の必要性に言及した[21]
- 同連載に付録を付けて出版した際にはドレスデン原子力発電所1号機についても評価し「この発電所をわが国に建設する場合には、建設費および発電コストは更に検討されねばならないが（中略）いずれは新鋭火力発電所よりも低い建設コストでわが国のエネルギー源の一端を担う日も近いことと思われる」とした[22]。

## メーカーとの共同研究
1956年6月、関電に2ヶ月の遅れを取りながらも、東電はメーカーと共同研究に乗り出し、そのパートナーとして東芝グループ三社（東芝、石川島播磨重工、石川島芝浦タービン）と日立と組み「東電原子力発電共同研究会」(TAP)と称した。研究は期毎に区切ってテーマを高度化させていった。
第1期はいきなり実用炉を設計するのではなく、1万kWの発電炉の設計研究を取り上げ、要素別に分科会を形成した。当時はメーカー・電力各社とも端緒についたばかりの段階であるが、メーカーで頭一つ抜け出ているのは日立で、同社の拠点は中央研究所であった。東芝は他社より遅れており、第1期では炉内構造物の多さゆえ核計算が複雑になる軽水炉を避け、重水利用の均質炉を選択したほどであった。しかし、このことが却って東電と一緒に勉強していこうという連帯感を生んだという。日立は第1期より多少リアリティには欠けるもののBWRを設計した。1957年1月には各電力会社が設立したメーカーとの共同研究成果を一堂に集めて日本学術会議主催で第1回原子力シンポジウムが開かれ、TAPはBWRの研究成果を発表した。
第2期研究としては、BWRのドレスデン発電所（en）を東芝と、PWRのヤンキーポイント発電所（en|en）をモデルに実施した。この頃になると東芝も実力をつけて研究成果を出していたが、裏を返せば各社のレベルの差とはその程度のものだった。
第3期研究では原電が手掛けたコールダーホールについても日立と研究したが、当時からあまり興味を抱いていなかったという。
第4期では立地点に要求すべき地形と建設方式の研究を開始した。建設方式としては、地下式、崖を切り崩した半地下式、台地式の3つを俎上に上げた。
この他、三井、東芝グループは1958年、日本原子力事業を設立し、日本国内の民間企業唯一のNCA（臨界実験装置）を川崎市内に設置して実験を重ね、本発電所の建設に反映していったという。
なお、TAPの頃から東芝で原子力開発に従事していた深井佑造によると、GE社は1954年の米原子力産業会議でBWRの優位性に言及して以来、アルゴンヌ国立研究所よりS・ウンターメイヤーを招聘、BWRの開発に努め、1958年よりBWRの開発戦略として「オペレーション・サンライズ」をスタートさせ、3段階のステップを経て1970年に大容量経済性を達成したBWRプラントを建設することを目標とし、経済性での対抗目標は米国の石炭火力であった。同時期にAECにおいても経済性目標の達成時期を1970年とする旨が提案されている。
田中直治郎の回顧によるとTAPは1962年3月まで5期に渡って続けられ、関わった人数は各社約300名、合計約900名だったという。

## 留学と出向
東京電力は1957年に原子力発電課から英米に留学生を送ることを決め、5月に池亀亮（後副社長）がイギリスに、9月には佐々木史郎（後副社長）がアメリカに留学した。佐々木の場合はメーカーからの留学組と合同で計4名での渡米であった。渡米した4名は2グループに分かれ、佐々木は平田実穂と共にノースカロライナ大学に5ヶ月余りの留学を行っている。当時は英国のコールダーホールの全盛期であったため、ノースカロライナ大学での面接時には何故アメリカ行きを選択したかを問われ、原子力発電課長竹内良市と打ち合わせた想定問答に従い「東京電力は、新しいことを始めようという時、一方に偏した選択をやらないよう、いつも心がけている会社です。（中略）そういうやり方を大事にするという伝統があるからです」と答えている。ノースカロライナでの聴講修了後は、アルゴンヌ研究所での聴講を受けこれも5ヶ月続いた。この間佐々木は、原子力発電のため特別に組まれたカリキュラムを消化する一方で、機密解除されたアルゴンヌ所蔵の資料を次々と本国に送付していた。
また、TAPの活動と並行して、1957年11月には、原子力発電課の永野勇と関西電力から1名の計2名がデトロイト・エジソン（en）に私塾生扱いで招聘され、1959年2月まで滞在し勉強した。この時、高速炉の研究の他、AECの安全審査の議事録、GE社から聞いた技術情報を本社に送ったという。1958年9月になると、GE社とWH社は将来の受注を見据えて日本の電力各社から1名ずつを招聘し、3ヶ月の日程で原子力訓練コースを受講させた（WHが1ヶ月、GEが2ヶ月）。東電から派遣された住谷寛は帰国後社報でPWRの将来性に疑問を投げかけていたという。
一方で原子力発電課の日本残留組もその半数が1957年11月に新設された日本原子力発電に出向し、実際の原子炉導入の実務作業を担い、経験を積み重ねた。このメンバーには豊田正敏や石井敬二（後福島第一原子力発電所副所長）などがいる。池亀亮も帰国後、英国での経験を買われ出向した。佐々木史郎は帰国後は東京電力原子力発電課に戻り「留守番役」であった。

## 木川田の意向と東電常務会決定
上述のような経緯があったとはいえ、最終的に木川田がBWRを選択した理由については当時建設部長代理だった小林健三郎にも謎だった。この理由について田原は、1960年にアメリカ原子力委員会（AEC）が作成した通称「ピットマン資料」と呼ばれるレポートが出回ったことを材料としている。同レポートは、軽水炉が10年以内に石油火力と競争し得るようになる旨を予測した内容であった。また田原がある電力業界誌記者より得た情報によると、当時原子力発電を特殊法人化して官営主導で進める構想が通産官僚により練られており、その一端として1962年7月、コールダーホールの高騰で資金がひっ迫していた日本原子力発電に国家資金の導入を提案したことがあった。戦前から占領期にかけて日本発送電という国による経営一元化を体験し、電力民営論者であった木川田は関西電力と結託してこの動きを封じるため、コールダーホールの次に市場に登場した軽水炉の導入で先手を打ったものと田原は推測している。その動きは成功し、軽水炉においても国が主導する余地は小さなものとなったという。また、木川田一隆は日本の原子力発電について「敗戦の関係もあり世界的に遅れを取っているので（中略）官民協力して最も効果的な努力を結集する」「実証的経験を積み、問題点の解明を図りつつ、原子力の導入を図る」などと述べていた。
1960年に木川田は社長に昇格し、東京電力として正式に候補地と炉型としてBWRとする旨の言及がなされたのは国家資金の導入提案から2ヶ月余り後の1962年9月21日の常務会であった。木川田の口調は断定的であり、他の役員には寝耳に水だったという。

## 「冬の時代」の到来と炉型選択
炉型に関係する面でも1960年代前半になると優劣が分かれ始めた。
『とうでん』1993年11月号によれば1960年6月、イギリスが原子力開発計画を2年遅らせることを表明し、コールダーホールに対する逆風となった。更に他国も開発費の増大などを理由に、従来のペースを落すところが出てきたという。加えて、この頃から火力の主役に石油が躍り出し、コスト面で火力の発電原価が下がってきていた。佐々木史郎は「原子力は、どう計算してもそれ以上になってしまう。これは困った事になったな、と正直いって思いました」と回顧している。そのため、原子力発電課でも1960年から約4年ほどは「冬の時代」であった。また、池亀亮（当時原子力発電課課員、後東京電力副社長）は「福島地点の話は動き始めてはいましたが、仮に土地を取得しても、実際にいつ建設に着手できるか、まったく見通しがつかない時代でしたね」と回顧している。
また、パイロット機関である筈の日本原子力発電はコールダーホール型のコスト見積もりに失敗し、当時の火力発電より高いキロワット当たり7円に高騰していた。上述のように石油火力全盛期が到来しており、田原もこれらの要素を挙げて「こうしてみる限り東電が急いで原子力発電所をつくる必然性はどこにもなさそうである」とコールダーホール型を評している。
なお池亀亮は、1959年1月、上述の通り他の原子力発電課社員数名と共に日本原電に2年4ヶ月出向し、その間オークリッジ国立研究所のRactor Hazard Evarution Schoolに留学したが、そこで学んだのは軽水炉の研究であった。また、田原総一朗は触れていないが、日本原電も1961年2月の取締役会にて「第二発電所は低濃縮ウランを使用する軽水冷却炉を使用する」と決定していた。ただし、田原は日本原電がBWRの導入を決定したのは1963年5月であり、木川田が東京電力の常務会で言及するより後であった旨を書いている。
上述のように、軽水炉に対しても厳しい時期であったが、池亀や佐々木は将来的な逆転を確信しており、課員全体の士気を高めるために、原子炉理論の復習、最適化設計、安全評価の詰めをこの時期に重ねた。BWRとPWRについても入札に備えて研究の深化に余念が無かった。そのため、1964年12月に本店に原子力発電準備委員会、現地に福島調査所が設置された際には「実際に建設を進めるための研究はほとんど終わっていたし、必要な資料もほとんど揃っていた」という。
なお、国土が狭隘なことは東京電力としても意識はしており、その対策としてこの頃、工学的安全施設について入念な検討を実施したとしている。その一例として田中直治郎は1960年に米国に調査団を送りアメリカ原子力委員会に安全研究の梃入れを申し入れた事、日本における安全研究の草分けのひとつ、SAFEプロジェクトの呼びかけを行った件を挙げている。
冬の時代の終わりは、組織改正に表れた。東京電力は原子力発電課を当初社長室に所属させていたが、原子力発電準備委員会の発足より少し前、技術部の所属に移行し、1964年に原子力発電準備委員会も発足した。委員会の委員長は当時常務の地位にあった田中直治郎が就き、事務局は原子力発電課が担当、、技術分野を検討する「技術・プラント分科会」、実際のレイアウトや建設方針を検討する「土木建築分科会」の2つの分科会で構成、各分科会はそれぞれ10名ずつのメンバーより成っていた。更に「社内の世論を巻き込むため」メンバーは中堅の課長クラスから集められたという。北米の留学を終えた佐々木史郎は、技術・プラント分科会に配属された。

## ターンキー契約方式
GE社は1960年代初頭、日本原子力研究所からJPDRを受注した際にはターンキー契約方式を採用していたが、武井満男によるとプラント1件ごとに都度契約価格を交渉するのが常であった。同社は1964年春、従来方式に替えて発電設備カタログにBWRの出力別価格表を添付する方式に転換することを予告、1964年9月末に下記の3種をPrice Listとして公表した。
1. 出力5万kW〜100万kWを22段階に区分した一括受注価格
2. 原子炉系についての上記同様の出力別受注価格
3. 各出力に対応する初期装荷燃料の加工費

GEはこのリストに掲載した価格を上限としてターンキー契約（turnkey contract）に応じることが出来、米国内の顧客は発電所価格の15%を土地、間接建設費に充当すれば十分である旨を宣言して原子力プラント販売において標準化路線を打ち出した。この価格表は1965年5月に改定され、発電所価格は4%増加したが初期装荷燃料費は6〜20%引下げされた。

## 原子力発電準備委員会での検討とイギリス炉の脱落
1964年10月の朝日新聞記事によれば、当時電力各社が検討していた1973年度末を目標とした長期電源開発計画で、東京電力は1号機についてのみ計画に繰り入れており、その電気出力を35万kWとしていた。関電、中電の原子炉建設と歩調を合わせ、運開予定は1970年度であった。またこの頃になると、世界的に第2次原子力発電ブームが訪れていた。その嚆矢となったのは、1964年9月にジュネーブで開催された原子力平和利用国際会議で、GE、WH両社による軽水炉の大々的なPRが行われ、原子力の将来性に「明るい見通し」が出された。このことが追い風となり、東京電力は1号機の検討を本格化させる傍ら、2号機の設置についても検討を開始した。
また結局、上述のTAPの研究ではBWR寄りではあったが、正式な決定を公に出来るレベルまでは進まず、GEにするとしても、BWRのどのタイプかまでは上述の田原が描いた1962年9月の常務会の場面では明らかにされていない。この間の事情は後年『関東の電気事業と東京電力』にて一段詳細に明らかにされている。
原子力発電準備委員会は1965年5月、中間答申を提出し、ガス冷却黒鉛減速型炉、改良型ガス冷却炉等のイギリス型炉とPWR、BWR等のアメリカ型軽水炉を比較し、下記の要旨を結論した。
- 安全性に優劣は無い
- 安全対策に要する費用の経済性を比較すると軽水炉が優越している。
  - イギリス型は将来見通しが悪い
  - イギリス型は運転性能に制約条件が多い

また、1965年7月には社外学識経験者の参加を得て耐震委員会を設けた。
なお、田中直治郎はBWRを選定した後の、1966年5月の講演の質疑にてこの件に触れている。質問者は1964年頃にはオールドベリー発電所（en）が建設中であったが、東京電力がイギリス型炉を不採用とした理由を尋ねた。田中は次の要素を挙げて回答している。
- オールドベリーはコールダーホール改良型に過ぎない
- コールダーホールの次に開発された改良型ガス冷却炉（AGR）は燃料に濃縮ウランを使用し、またイギリス内ではGEとの見積競争を勝ち抜いて採用された実績はある
- しかし、AGRは大容量炉の実績が無く、経済性もGEの炉の方が高いという理由で日本国内では不採用となっている。
- 他の新型炉で経済性に乗るとはっきりしたものは技術導入にて日本原子力発電が建設することも考えられ「私見としてはあの会社を活用しなければ損」である

また、ユニット容量については1号機で35〜45万kWを想定し、ノウハウ習得、2号機以降の建設に際しての技術レベル向上、経験蓄積に資することを加味して技術的信頼度、経済性を比較検討し、1965年11月に下記の要旨の最終答申を提出した。
- 耐震設計は建屋予定地の地盤が第三紀層であり支持基盤として適当
- 発注に際して基本的な仕様となる見積依頼書はBWRとPWRを検討し、
  - 35万kW以上でこれに近く、経済性の高い出力
  - 先例を有すること

## 敦賀1号機選定の影響
上述したように日本原電は電力各社の出資により設立されたパイロット機関である。その定款では軽水炉の導入も実施する旨が決められていた。この目的を果たすため同社は2号炉を福井県敦賀地点に建設することとし、GE、WH両社と折衝の上、詳細資料と見積書を提出させて検討した末、1966年10月にGE社製のBWRを選定した。
この選定について、田中直治郎は1965年10月の『原子力産業新聞』で次のように評している。即ち「われわれの場合は、この経験を使って注文すれば非常に楽なわけです。仮にこんどはPWRをやるとしても、メーカーとの折衝や注文の仕方は変わるものではないし、どの範囲を注文するかも非常に見当がつけやすい。国産の範囲をどの位にするかも、判断がだんだんできてくる。そういう点で原電さんには非常に大きな意味があります。」と述べ、敦賀1号の計画が動き出す時期と東京電力の導入炉が動く時期との差をどうとるかについても「仮に一緒だとしますね。それでは原電の意味がないかというと、私はそうは思わない。契約までの二年間の先行の意味は大きいです」と捉えていた。これに応じる形で日本原電常務の嵯峨根遼吉は同社に後続する電力会社の着手時期を「二号炉（敦賀1号）の電気が出るまで待たなければいかぬという議論は必ずしも成りたたぬでしょう」と述べている。

## 炉型を正式決定
この答申後1965年12月に東京電力は組織再編を実施し原子力開発本部を設置、その元に下記の組織を設置して原子力開発の各過程の責任体制を明確にした。当時原子力業務課副長を拝命した井上琢郎は、この改正により原子力部門の組織は一気に拡充強化され、「原子力発電実現のための経営意思が、如実に示された」と回顧している。
- 原子力部：企画立案
- 東電原子力開発研究所：研究
- 福島原子力建設準備事務所：建設

『アトム』は「この機構改革は一般の観測を超えたもので、その真意を巡って様々な見方が行われている」と評した。中でも原子力開発研究所は技術・研究開発・経済調査の他社外研究機関との連絡に当たり、必要に応じ社外学識研究者等に研究を委託、社内技術陣強化のため中心的責任者をアメリカ等に長期派遣することも予定した。
なお当時、既に東京電力は実績としてGE社製プラントを多く採用していたが、原子力発電が火力発電と技術的に相当異なることから、従来のGEとの関係は白紙として選定に臨むことを表明しており、これは関西電力においても同様であった。
最終答申で盛り込んだ技術仕様の内容に基づき、東京電力はGEとWHの両社と予備折衝を実施し、次の基準を考慮した。田中直治郎によれば1966年1月より、両社からの説明を詳細に亘り聴取し、制作費等についての意見も聞いたと言う。なお、この原子力開発本部となった頃、GE、WH両社が提案してきたのが、ターンキー方式での契約であった。
- 国内外で発注実績を持つ
- 46万kW級
- 十分な実証性を備え、特に炉心部は運転実績を有すること

日本原電は敦賀1号の選定に7ヶ月を要したが東京電力は4-5ヶ月で完了させる構えであった。『原子力工業』1966年3月号によると、1966年1月に両社に要求したのは仮見積の提出で、当初計画では3月までに本見積書の提出を要求し、4月までに最終的な本見積書を提出させて5月頃正式に選定を行う手筈となっていた。このタイミングは関西電力初の原子力発電プラントである美浜発電所1号機の発注過程とほぼ同じであった。これに対して通産省と日本開発銀行は両社の計画のテンポが早過ぎて日本原電の計画に近接し「原電の使命の意義が損なわれる」ことに難色を示しており、通産省はテンポを多少ずらすことを指示した。同省の指示の結果、両電力の計画は1966年9月開催の電力調整審議会まで慎重に検討を続けると、若干スローダウンしたとされた。
なお、1966年5月20日に、田中直治郎は講演を行い、『土木建設』1966年8月号に掲載されており、電気出力の上方修正に至った事情などに触れている。
- 経済性を考慮すると容量は35万kWより大きいほうが良い
- 初の原子炉であるためメーカーにて発注または製造実績を持つこと。
- 米国では60〜80万kWの炉も発注され始めており経済性は高いがリスクも大きいので、上記の条件で、容量よりは実績を優先する

上記の条件で検討した結果、WHには手頃な容量で50Hz機のものが無かったという。
両社を比較した際、決め手となったのは経済性であり、GE側に有利な材料だったのはスペインのNUCLENORの件であった。『電力新報』1971年3月号によれば、両社の機器仕様の際は「技術的な優劣の判定はつけ難いもの」だったが、NUCLENOR社の発注は東京電力より1年先行しており、電気出力は46万kW、周波数も50Hzで共通しており、東京電力が条件とした「実績」があったのである。なお、豊田正敏は1号機運転開始30周年記念文集の中で、NUCLENORの設計流用による価格低減策を提案してきたのはGE側であった旨を回顧している。
そして1966年2月には、1号機をGE社製のBWRとする旨、社内で決定した。
GE社が1号機に提案して採用されたタイプは当時400/460MW型と称され、電気出力は初期定格40万kW(400MW)であるが、将来的には46万kWまで増加させられるようになっていた。タービン発電機、安全施設等は2%増の47万kWとして設計された。工学的安全施設は先行して建設されているドレスデン2号機に具備した物をすべて備えた。なお46万kWで申請した場合、認可は貰える見込みとしても安全審査に時間を要すると予想されたため、アメリカで1号機より先に運開する類似タイプの容量が40万kWであることを根拠に、1966年4月4日の電源開発調整審議会（後述）にて容量40万kWとして承認を取ったと言う。
上述の通産省指示もあったが、東京電力は1966年5月11日にGEに対して正式発注を行った。なお、GEは翌1966年6月にターンキー方式による受注を廃止し、発電所の一括請負価格を撤廃、新たに原子炉、核燃料、付属系統および関連サービスからなるNuclear Systemとして取り扱うと発表した。この背景としてターンキー方式は原子力発電の初期段階では効果的だったがその後電力、建設、製造の各業界を通じて、同方式を打ち切るのが望ましいという声があったため、GEとしては建設関連業務を止め、本来のSystem Supplyerとしての立場に回帰するという意図があった。米国外発注者と打ち切り時点で交渉中の米国内契約者についてはターンキーを継続するとした。松永長男が2号機の契約方式についてGEの側からターンキーを拒否してきた、と回顧した背景にはこのようなGE側の事情もある
こうして、東京電力最初の原子炉はBWRと決定し、1971年3月26日に運転を開始したのである。

## 批判

### ターンキー契約に関する議論

#### 事故前
田中直治郎は1号機の運転開始から2年弱経過した頃、『電気新聞』（1973年1月25日）にて「建設は、GE社とターンキィ契約を結び、同社の責任施工でやりましたが、外国の技術を修得しつつすすめたわけで、GE社と日本の下請けメーカーの方々のご協力で、大きいトラブルも無く、順調にできたと考えています」と自賛している。
しかし、選定当時からその過程には批判も存在していた。『原子力通信』は次のような点を指摘している。
1. PWR、BWR両炉の比較検討が電力各社[注 11]においてどのような方法に基づいて行われているか疑問
2. 仕様説明段階で実質的な競争入札を行った上で特命入札を行ったとされているが内容が不明である
3. 海外における建設費と比較してかなり割高となっている理由はどこにあるのか疑問[注 12]

#### 事故後
2011年3月の事故後、ターンキー契約を遠因とする見方が注目された。この考え方によればターンキーでは「購入者は装置の内部の構造や仕組みについて詳しい情報は知らなくても良い」と位置付け、福島第一1号機の場合は、（耐震上の要求だけではなく）冷却用の海水を取水するポンプの仕様がパッケージ化されたコンポーネントとして決まっており、ポンプの揚程を変更すると設計変更のため追加費用が巨額となることが予想されたという。
このような観点で作成された番組として『ETV特集 原発事故への道程（前篇）』（2011年9月18日放送）がある。有馬哲夫はこの番組の採用した上記のような説に対して次のように批判している。
- 日本の電力会社が何故ターンキー契約を望むようになったのかという根本的な部分の究明が抜け落ちている
- 老朽化して事故リスクの大きくなった原子炉を廃炉にしていればあらゆる事故の芽を摘むことが可能であり、ターンキーに原因を求めるのは津波が事故の原因となった過程から導き出した結果論である
- 草創期の関係者は大地震については警戒心を持っていても、大津波の脅威は完全に抜けている[注 13]。

このような議論に対して別視点から事故を取り上げた『ETV特集 アメリカから見た福島原発事故』（2011年8月14日放送）に出演した小出五郎は、放送後本機に先行してGEとターンキー契約を結んだ敦賀1号機の建設に関わった板倉哲郎に取材したことを明かし、下記のような指摘により「ターンキー＝ブラックボックス」という等式には否定的である。
- ターンキーの場合でも、建設中実施するデザイン・ミーティングで注文すれば、安全のための機器装置を付加することは出来た
- ただし、追加注文を行うと工期遅延の原因となり経営判断の余地が生じる。

なお、福島第一2号機以降はターンキー契約自体が結ばれておらず国産化が段階的に進展したが、小出は板倉の日本の「自信」が「過信」に変わってきた時期でもあり、原子力村の排他性が強まった時期であるとしている。

### その他
後に、内橋克人は、工期でニュークレノールより先行してしまった点や運転開始後発生した応力腐食割れ問題などを材料に「GEやウェスチングハウスの技術レベルを見誤った」という批判を紹介している。川上幸一は「まだ実証炉の域を出ていない原発技術を、すでに実用段階と思い込み、過去の火力発電プラントの導入と同じやり方で、安易に原発に対処した。（中略）日本側の認識の甘さは否定できない」とコメントしている。